# Juan Agustín Ceán Bermúdez
Juan Agustín Ceán Bermúdez (Gijón, 17 de septiembre de 1749-Madrid, 3 de diciembre de 1829) fue un pintor, historiador, coleccionista y crítico de arte ilustrado español. 

## Biografía
De orígenes humildes, estudió latín en Gijón y filosofía en la Universidad de Alcalá. Fue protegido de Jovellanos, a cuyo servicio estuvo como secretario, para pasar después a serlo de Francisco Cabarrús. A las órdenes de este último conoció a Leandro Fernández de Moratín, con quien le unió una gran amistad. 
En 1791 le fue encomendado el arreglo del Archivo de Indias. Más adelante, gracias a la protección de Jovellanos, fue nombrado oficial de la secretaría para el Estado de Gracia y Justicia de Indias. En 1800 publicó su obra más destacada, el Diccionario histórico de los más ilustres profesores de las Bellas Artes en España. En 1814 publicó la primera biografía de Jovellanos, fundamental para el conocimiento del personaje. 
Fue miembro de la Real Academia de Bellas Artes de San Fernando, y amigo del pintor Francisco de Goya, quien pintó su retrato en varias ocasiones.
La Biblioteca Nacional de España le dedicó en 2016 una exposición a su faceta como coleccionista, impulsor y estudioso de las artes exhibiendo, entre múltiples documentos y obras de arte, varios grabados que él reunió (de Durero, José de Ribera, Piranesi..) y que pasaron a dicha institución.

## Obras
- Diccionario histórico de los más ilustres profesores de las Bellas Artes en España (Madrid. 1800, 6 vols.)
- Descripción artística de la Catedral de Sevilla (Sevilla, 1804)
- Carta sobre el estilo y gusto en la pintura de la escuela sevillana (Cádiz, 1806)
- Memorias para la vida del excmo. señor D. Gaspar Melchor de Jovellanos, y noticias analíticas de sus obras (Madrid, 1814)
- Diálogo sobre el arte de la pintura (Sevilla, 1819)
- Noticias de los arquitectos y arquitectura de España (Madrid, 1829, 4 Vols.) (Editor).
- Sumario de las antigüedades romanas que hay en España, en especial las pertenecientes a las Bellas Artes (Madrid, 1832; edición póstuma)
- Historia del Arte de la Pintura, obra inédita, once tomos manuscritos conservados en la Real Academia de Bellas Artes de San Fernando.

### Ediciones actuales
- Descripción artística de la Catedral de Sevilla. Barcelona, Viguera Editores, 1981. ISBN 84-85424-05-0
- Memorias para la vida del excmo. señor D. Gaspar Melchor de Jovellanos, y noticias analíticas de sus obras. Gijón, Gran Enciclopedia Asturiana Silverio Cañada, 1988. ISBN 84-7286-274-7
- Vida de don Gaspar Melchor de Jovellanos. Gijón, Ateneo Jovellanos de Gijón, 2000. ISBN 84-931361-0-7.
- Diccionario histórico de los más ilustres profesores de Bellas Artes en España. Madrid, Akal, 2001. ISBN 84-460-1617-6.
- Sumario de las antigüedades romanas que hay en España. Valencia, Librerías París-Valencia, 2003. ISBN 84-8339-279-8.
- Arte Español: Proyecto Diccionario Ceán Bermúdez.
- Juan Agustín Ceán Bermúdez, Historia de la pintura en España: capítulos de su inédita “Historia del Arte de la Pintura”, Boletín de la Real Academia de Bellas Artes de San Fernando, 1951-1953.